# Siniša Oreščanin
Siniša Oreščanin (Zagreb, 30. srpnja 1972.) hrvatski je nogometni trener i bivši nogometaš. Trenutačno je izbornik hrvatske nogometne reprezentacije do 19 godina.

## Igračka karijera
Svoj nogometni put počeo je u mlađim uzrastima Dinama iz Zagreba kao središnji vezni igrač, a seniorsku je karijeru proveo u nekolicini niželigaških klubova iz Zagreba i okolice. Jedno je vrijeme igrao i za hrvatske klubove iz Bosne i Hercegovine. U čak tri navrata nastupao je za NK Maksimir, a osim njih igrao je i za NK Sesvete, NK Dugo Selo, NK ZET, NK TŠK, NK Sesvetski Kraljevec, NK Lučko i NK Studentski grad, a tijekom 90-ih godina prošlog stoljeća nastupao je za HNK Ljubuški i HNK Sloga Uskoplje u ligi Herceg-Bosne. U dresu Ljubuškog osvojio je i dva naslova pobjednika kupa Herceg-Bosne. Igračku je karijeru završio 2006. godine kao kapetan Maksimira.

## Trenerska karijera
Trenerski put započeo je još kao aktivni igrač radeći u Sesvetama od 1999. do 2007. godine. U navedeno vrijeme je radio kao trener mlađih uzrasta, voditelj škole nogometa i trener prve momčadi. Nakon šest godina u omladinskoj školi 2006. godine dobiva priliku u prvoj momčadi, i na čelu momčadi ostaje do 2007. godine. 
Nakon Sesveta odlazi u omladinski pogon NK Zagreb u kojemu se zadržava dvije godine prije odlaska u Dinamo s kojim ostvaruje zapažene rezultate u pet godina rada.
Od 2009. do 2014. godine mlade su generacije Dinama ostvarivale sjajne rezultate, kako na domaćoj, tako i na međunarodnoj sceni. Uz osvajanje nekoliko nacionalnih prvenstava, sjajne rezultate ostvarili su i na Nike Premier Cupu, natjecanje koje mnogi smatraju najjačim u toj dobnoj kategoriji na svjetskoj razini, osvojivši drugo mjesto u Europi i šesto u svijetu.
U nekoliko godina rada u Dinamu, kroz njegove su ruke prošli brojni mladi i kasniji seniorski reprezentativci.
Paralelno s radom u Dinamu od 2010. do 2011. bio je angažiran kao trener u reprezentacijama Hrvatske do 14 i 15 godina.
Nakon odlaska iz Dinama, 2015. je vodio i prvu momčad Dugog Sela. 
Odlazi u Saudijsku Arabiju i tamo radi u jednom od najvećih klubova, Al Nassru, kao trener U-19 momčadi s kojom osvaja naslov pobjednika kupa i drugo mjesto u prvenstvu.
Nakon saudijske avanture, na poziv Krešimira Gojuna, voditelja Akademije splitskog Hajduka, dolazi u Split, gdje u prvoj fazi postaje trener kadeta, a nakon toga i druge momčadi Majstora s mora. Drugu momčad vodio je u Drugoj HNL, a njegov će mandat ostati obilježen davanjem prilike brojnim mladim igračima koji su se svojim igrama izborili za mjesto u prvoj momčadi Hajduka, a neki od njih su vrlo brzo ostvarili i bogate inozemne transfere.
Nakon povijesno lošeg Hajdukovog ulaska u sezonu pod vodstvom Željka Kopića klupu prve momčadi Hajduka preuzeo je Zoran Vulić, ali ni on nije uspio situaciju bitno popraviti pa je vodstvo splitskog kluba odlučilo napraviti još jednu promjenu i 27. studenoga 2018. godine na mjesto trenera je postavljen Oreščanin.
Momčad je preuzeo u vrlo teškoj situaciji, na šestom mjestu prvenstvene ljestvice, daleko od pozicija koje vode u europska natjecanja, a kao cilj pred stožer i momčad postavio je plasman među prva četiri kluba.
Pod njegovim je vodstvom Hajduk doživio preporod, sa šestog se mjesta uključio u borbu za drugu poziciju, a u jedinoj kompletnoj polusezoni na klupi Hajduka, od Splićana je više bodova osvojio samo Dinamo.
Sjajne igre momčadi rezultirale su i rastom cijena pojedinih igrača pa će njegov mandat ostati obilježen i prodajama dvojice mladih nogometaša poniklih na Poljudu, upravo pod njegovim vodstvom. Ante Palaversa ostvario je transfer u Manchester City, a Domagoj Bradarić u francuski Lille.
Oreščaninov Hajduk krasila je sjajna igra, a kao nositelj nametnuo se Mijo Caktaš koji je nakon samo tri pogotka u prvom dijelu sezone eksplodirao u drugom i osvojio titulu najboljeg strijelca Prve HNL, za što su brojni zasluge pripisivali upravo Oreščaninovom stilu igre.
S mjesta trenera Hajduka smijenjen je 19. srpnja 2019. godine kao žrtva unutarklupskih borbi nakon tragičnog ispadanja Hajduka od malteškog Gzira Uniteda u prvom kolu kvalifikacija za UEFA-inu Europsku ligu.
Oreščanin će u Hajdukovim povijesnim knjigama ostati upisan kao trener s najboljim prosjekom osvojenih bodova u 1. HNL od samostalnosti.
Oreščanin je 3. siječnja 2021. imenovan kao novi trener HNK Gorice.

## Privatni život
Oreščanin je oženjen i ima sina, a iz igračkih dana nosi nadimak Six.

## Vanjske poveznice
- Siniša Oreščanin na transfermarkt.com